# Chiesa di Sant'Onofrio al Gianicolo
Sant'Onofrio al Gianicolo è un complesso chiesa-convento di Roma situato in Piazza di Sant'Onofrio 2, su quella che è oggi la passeggiata del Gianicolo. È retto dai Frati francescani dell'Atonement, che qui hanno la sede della Procura generale. Sulla chiesa - che è anche chiesa madre dell'Ordine equestre del Santo Sepolcro di Gerusalemme - insiste il titolo cardinalizio di Sant'Onofrio.

## Storia
Nel luogo che oggi ospita la chiesa, nel 1419, Nicola da Forca Palena realizzò un eremo dopo avere acquistato il terreno con denaro proveniente dalle elemosine. A partire dal 1439 vi fu realizzata la chiesa attuale, per raggiungere la quale fu costruita nel 1446 la salita Sant'Onofrio. L'edificio, a una sola navata con due cappelle per lato, fu completato nel XVI secolo e contiene diversi dipinti e sculture del XVII secolo. La chiesa è preceduta da un sagrato erboso, chiuso su due lati da un piccolo portico, le cui lunette sono affrescate con le Storie di San Gerolamo del Domenichino. Sul lato di fronte alla chiesa il sagrato è chiuso dalla cappella affrescata della Madonna del Rosario eretta all'inizio del '600 da Guido Vaini, patrizio di Imola, per sé, sua moglie Lucrezia Magalotti patrizia di Firenze e i loro 12 figli e discendenti.

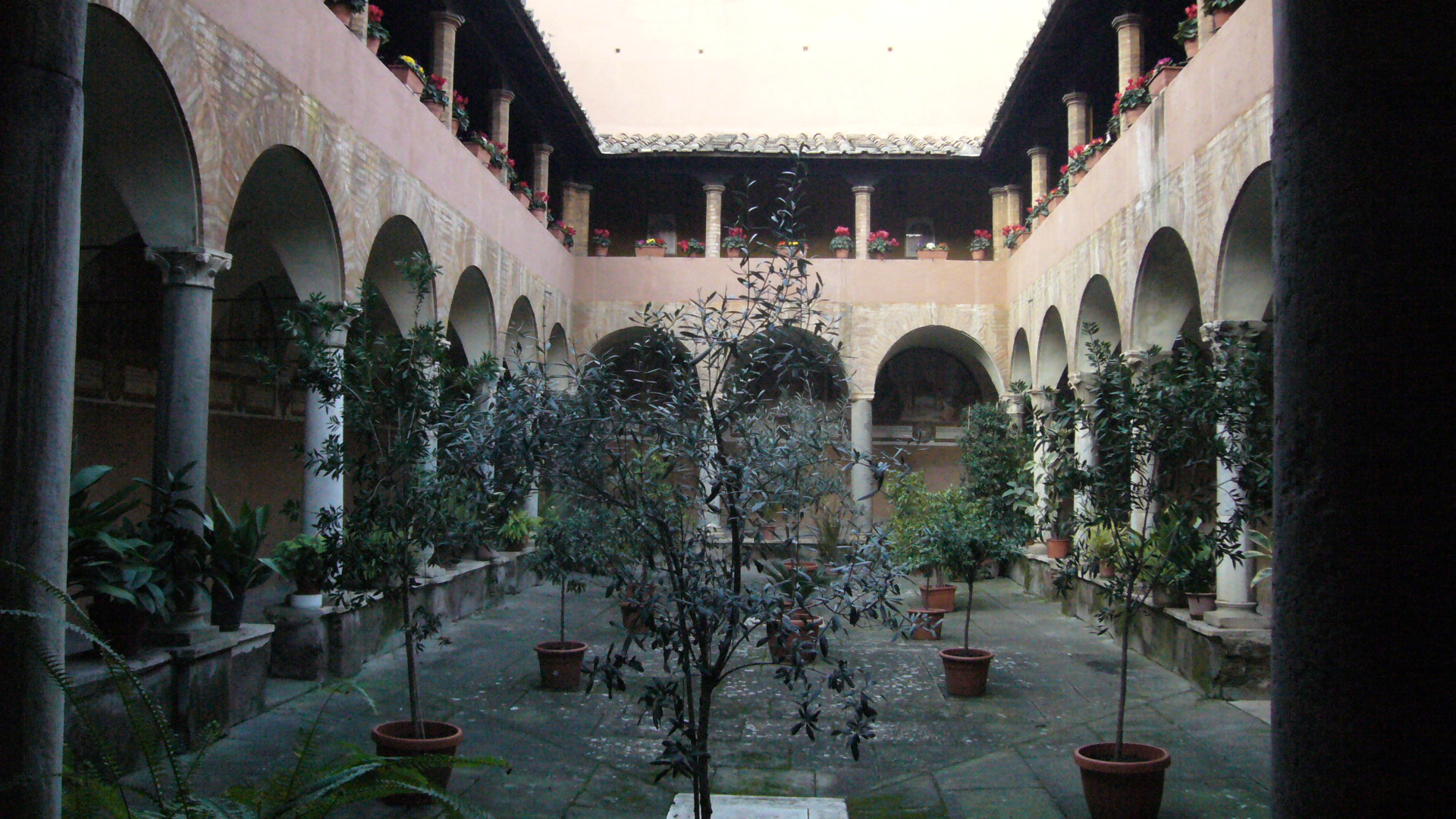
Il chiostro.

Il piccolo chiostro del convento è forse la parte più antica del complesso: costruito nel periodo della fondazione, a metà del XV secolo, ha anche una galleria porticata al piano superiore. Le lunette del chiostro furono affrescate con storie di sant'Onofrio ad opera del Cavalier d'Arpino e scuola, in occasione del giubileo del 1600.
Il luogo, assai suggestivo e panoramico, è noto (forse soprattutto) per aver dato rifugio alle ultime angosce di Torquato Tasso, che vi arrivò da Napoli dietro la promessa di Clemente VIII di incoronarlo poeta, come era stato secoli prima per il Petrarca. La laurea non ebbe luogo, tuttavia, in quanto il poeta vi morì il 25 aprile del 1595. In omaggio al Tasso, Sant'Onofrio divenne così una delle tappe di artisti e letterati in visita a Roma.
Poco distante dal convento - ora dall'altra parte della "passeggiata del Gianicolo" tracciata tra il 1865 e il 1868 - è stata conservata (ormai secca ma monumentalizzata), la cosiddetta "quercia del Tasso", sotto la quale si dice che il poeta andasse a contemplare e meditare. Il luogo venne poi utilizzato da San Filippo Neri come meta di passeggiate, e fu attrezzato a teatro dalla sua congregazione, come "luogo di pii trattenimenti". Ancora oggi il teatro è sede di rappresentazioni teatrali all'aperto.
Il Governatorato di Roma vi allestì un museo che raccoglie cimeli e maschera funeraria del Tasso, dal 1930 dato in proprietà alla Santa Sede. Il 15 agosto 1945 papa Pio XII assegnò il complesso all'Ordine equestre del Santo Sepolcro di Gerusalemme, forse proprio in onore della Gerusalemme liberata. Inoltre, il pontefice invitò i Frati francescani dell'Atonement a risiedere in loco, al fine di occuparsi della custodia del convento e della chiesa, ivi prestando servizio.

### Cronologia
XV secolo

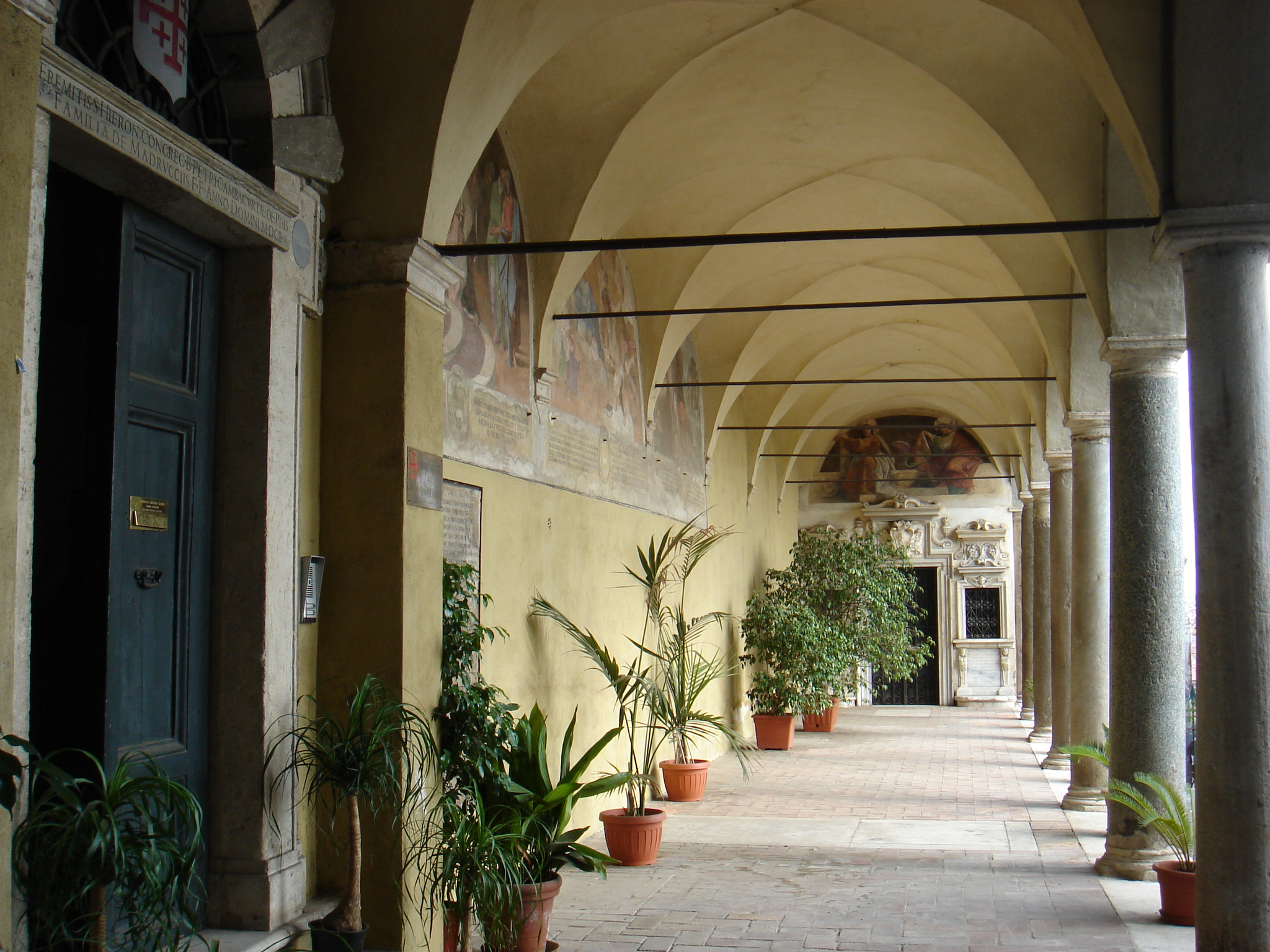
Portico esterno e cappella del Rosario.

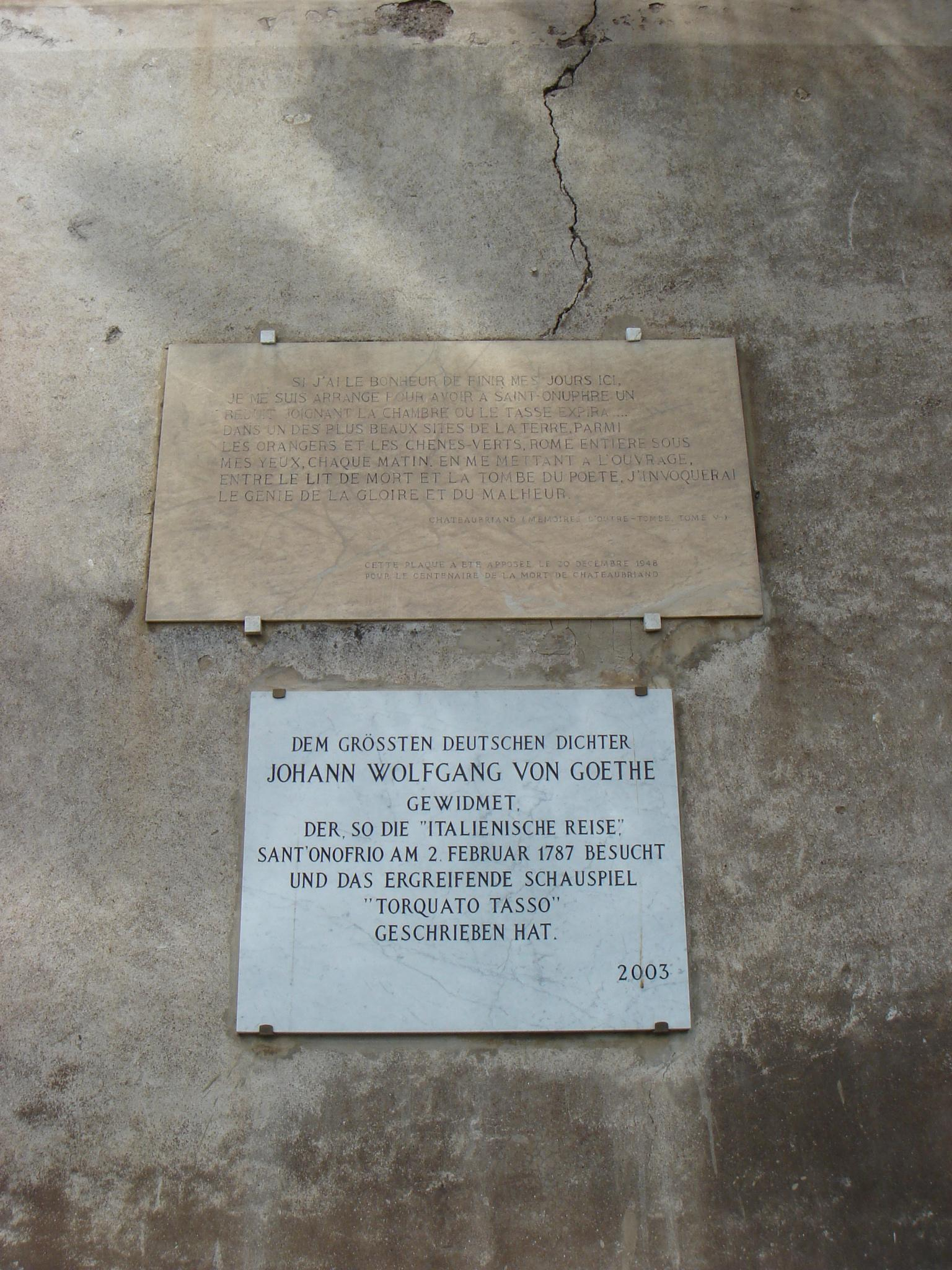
Lapidi in ricordo delle visite di Chateaubriand e di Goethe.

- 1419: inizio della costruzione di un romitorio.
- 1437, 4 ottobre: bolla con cui papa Eugenio IV approva la sua fondazione.
- 1439: inizio della costruzione della chiesa. L'eremo viene affidato alla congregazione degli eremiti di San Gerolamo.
- 1446: apertura della salita Sant'Onofrio

XVI secolo
- 1513: Cesare da Sesto affresca la lunetta nell'atrio - oggi spostata nel Museo tassiano.
- 1517, 6 luglio: papa Leone X crea la diaconia cardinalizia.
- 1588 Sisto V la eleva a titolo presbiteriale. Terminata la costruzione della chiesa. Lavori di decorazione.
- 1595, 25 aprile: nel convento annesso alla chiesa muore Torquato Tasso.

XVII secolo
- 1600: per il giubileo decorazione del chiostro ad opera del Cavalier d'Arpino, Vespasiano Strada e Claudio Ridolfi.
- La salita Sant'Onofrio viene lastricata.
- 1620: facciata barocca della cappella del Rosario.

XVIII secolo
- Johann Wolfgang von Goethe lo frequenta e lo cita nel suo Viaggio in Italia.

XIX secolo
- François-René de Chateaubriand è ospite del convento.
- Visita di Giacomo Leopardi sulle tracce di Torquato Tasso.
- 1849 Giuseppe Garibaldi salva la più piccola delle tre campane della chiesa di Sant'Onofrio al Gianicolo detta "la campana del Tasso".

XX secolo
- 1924: costruzione della fontana in occasione dell'anniversario della morte del Tasso.
- 1930: rifacimento della fontana per sostituzione parti originali antiche con copie.
- 1930 la proprietà del Museo tassiano passa alla Santa Sede.
- 1945, 15 agosto: papa Pio XII concede all'Ordine equestre del Santo Sepolcro di Gerusalemme la chiesa e il cenobio di Sant'Onofrio al Gianicolo quale chiesa madre ufficiale del suddetto ordine religioso cavalleresco, oggi di collazione pontificia, e posto sotto la diretta protezione della Santa Sede.
- 1946: la custodia del luogo viene affidata ai Frati Francescani dell'Atonement, i quali giungono dagli Stati Uniti d'America per risiedere nel complesso e prestare servizio nella chiesa madre dell'Ordine del Santo Sepolcro.
- 1952: i Frati francescani dell'Atonement stabiliscono nel convento la sede della loro Procura generale, ossia l'ufficio preposto a trattare i rapporti della congregazione con la Santa Sede.

## Opere

### Nella chiesa

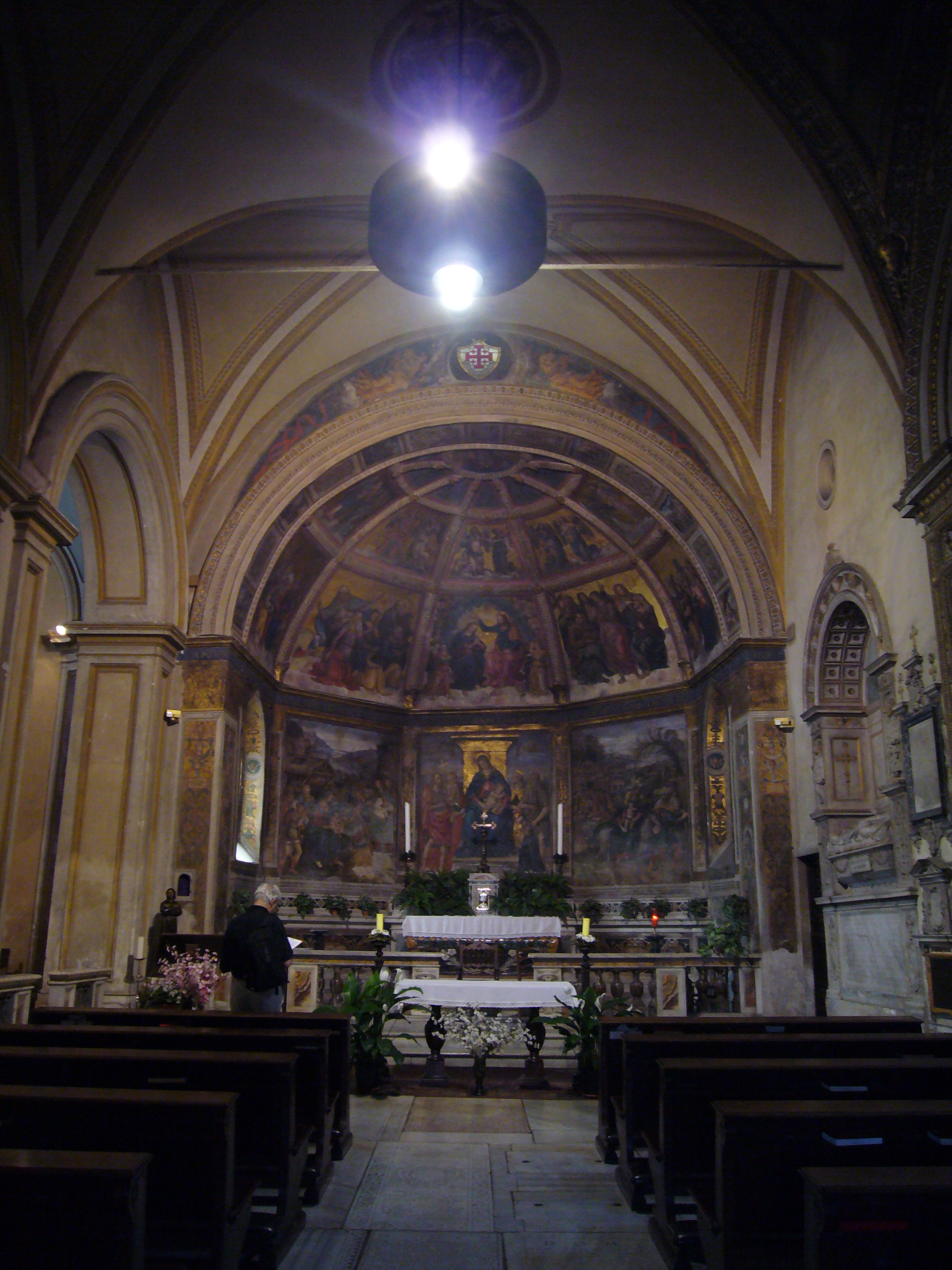
Interno della chiesa

- Abside: Affreschi con le Storie di Maria  (Adorazione dei magi, Fuga in Egitto, Sacra conversazione con donatore, Pentecoste, Transito della Vergine, Assunzione, Incoronazione  ecc.),  su progetto di Bernardino Pinturicchio (1454-1513) e di Baldassarre Peruzzi (1481-1536), eseguito nella parte superiore forse per lo più da Pinturicchio e bottega e nella parte inferiore principalmente da Peruzzi, che probabilmente diresse l'esecuzione dell'opera complessiva, con notevoli apporti di artisti di scuola lombarda (Apostoli, Sibille)
- Annunciazione, di Antoniazzo Romano (1460-1510) – affresco -  1° cappella a destra
- Madonna di Loreto, di Annibale Carracci (1560-1609): Incoronazione della Vergine di scuola del medesimo e altre pitture mariane di  Giovanni Battista Ricci – 2°  seconda cappella destra  - altare
- Madonna col Bambino e un donatore, di Cesare da Sesto (1477-1523), già attribuito a  Leonardo e poi a Giovanni Antonio Boltraffio (1467-1516) – lunetta ad affresco attualmente  nel Museo Tassiano
- Natività di Francesco Bassano il Giovane (1549-1592), figlio, allievo e collaboratore di Jacopo Bassano – Cappella del Rosario (portico esterno)
- Scene della vita e della leggenda di S. Onofrio, di Giuseppe Cesari detto il Cavalier d'Arpino (1568-1640), Sebastiano Strada e Claudio Ridolfi - chiostro
- Sibille di Giovanni Baglione (1566-1643) o di  Agostino Tassi (1566-1644) – affresco – portale esterno
- Madonna con Bambino e Storie di S. Girolamo del Domenichino (1581-1641) –  affreschi - lunette del portico esterno

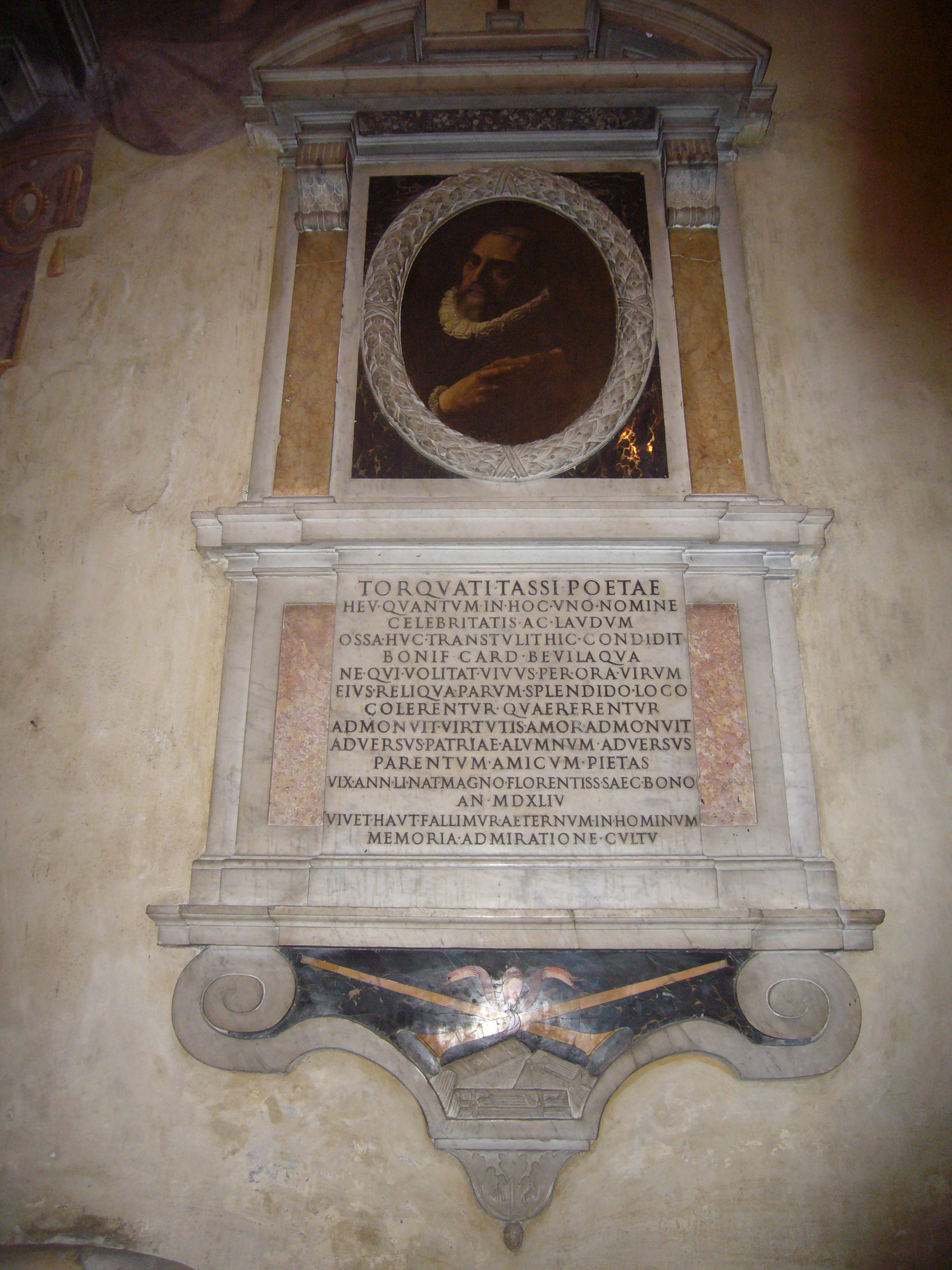
Tomba di Torquato Tasso, con ritratto (1608)

### Cappelle laterali dedicate
- a sant'Onofrio
- alla Madonna di Loreto
- al Crocifisso
- a san Pio X
- a san Gerolamo

### Altre opere d'arte
La chiesa ospita diverse epigrafi, alcune delle quali ricordano la realizzazione della strada (un'opera fatta realizzare da papa Sisto V) e la pavimentazione (voluta da papa Clemente VIII).
Nel portico esterno vi è inoltre la pietra tombale di Nicola da Forca Palena, una scultura attribuita a un anonimo toscano nella quale si può leggere l'influsso di Donatello. Poco lontano dalla pietra tombale si trovano inoltre gli stemmi gentilizi delle famiglie protettrici della chiesa.
Il passaggio al chiostro ospita invece la tomba del poeta Alessandro Guidi e il monumento funebre del marchese Giuseppe Rondinini.
Nella chiesa si trovano infine il sarcofago in altorilievo che ospita i resti del vescovo di Ragusa in Dalmazia Giovanni Sacco (presso l'altare maggiore), opera della scuola di Andrea Bregno, e il monumento funebre di Bernardo Guglielmi. Nella prima cappella sulla sinistra si trova invece il monumento funebre di Torquato Tasso, mentre nella terza dallo stesso lato sono ospitati i monumenti funebri dei cardinali Filippo Sega (con un ritratto del Domenichino) e Giuseppe Gasparo Mezzofanti.